# Руква (озеро)
Ру́ква (суахили Rukwa) — бессточное озеро, расположено на юго-западе Танзании между озёрами Танганьика и Ньяса. Это мелководное солёное озеро с площадью бассейна около 80 000 км² является частью экосистемы Руква вокруг национального парка Катави.

## Физико-географические характеристики
Озеро расположено в рифтовой долине Альбертин на высоте 792 метра. На юго-востоке оно ограничено хребтом Мбея (Mbeya), на западе склонами эскарпмента Уфипа (Ufipa) и Мбизи (Mbizi), которые достигают 2664 метра в высоту, на северо-востоке расположены каменистые обрывы, достигающие 1707 метров на горе Сандж (Sange). Озеро может достигать 150 км в длину и 25—30 км в ширину, в засушливые сезоны озеро почти полностью пересыхает. В 1929 году длина озера составляла около 50 км, а в 1939 достигала 130 км при ширине 40 км. Исследования 1996 года приводят следующие данные: длина озера — 165 км, ширина в северной части 37 км, максимальная ширина 48 км.

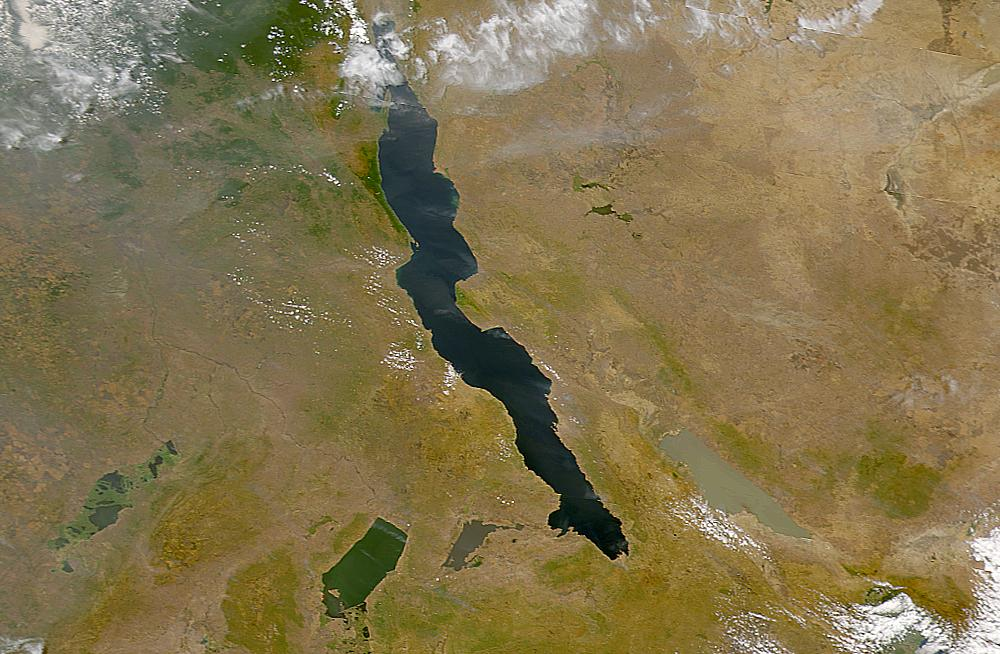
Озеро Руква расположено в правом нижнем углу к юго-востоку от самого крупного озера — Танганьика, снимок НАСА

У озера есть несколько крупных притоков. Реки Лупа (Lupa), Чамбуа (Chambua) и Сонгве (Songwe) стекают с гор Мбея и впадают в озеро на юге, река Рунгва (Rungwa) питает озеро с севера, а Момба (Momba) — с запада. Кроме того, в дождливый сезон существует ряд временных рек. Во время половодья озеро представляет собой единый бассейн, однако при пересыхании он разделяется на две части разных размеров и уровней. Максимальная глубина южного бассейна достигается в его восточной части и составляет 10—15 метров. Северный бассейн более мелкий и иногда пересыхает полностью. Глубина болота, расположенного между этими двумя бассейнами, обычно не превышает одного метра. В озере высокая концентрация натрия, вода щелочная (pH от 8,0 до 9,0).
Регион характеризуется влажным тропическим климатом с сезоном дождей с октября по апрель. Количество ежегодно выпадаемых осадков меняется от 650 мм на юге до 900 мм на севере и около 2500 мм в горах Уфипа, в которых осадки могут выпадать и с мая по октябрь. В южной части системы температура колеблется от 12,7 °C до 28 °C, средняя годовая температура составляет 21 °C. Температура поверхности озера колеблется от 20 °C до 35 °C.

## Флора и фауна
В озере и болотах вокруг него произрастает сыть папирусная (Cyperus papyrus) и тростник (Phragmites mauritianus). Вокруг озера доминируют пойменные луга с невысокими травами, устойчивыми к соли, такими как Diplachne fusca, Sporobolus spicata и Sporobolus robustus (злаковые). Вдоль притоков озера преобладают акации.
В экосистеме озера водится более 60 видов рыб: в прибрежной полосе распространены пецилиевые (Aplocheilichthys) и цихлиды (Haplochromis genera), молодые барбусы, и африканские чехони (Chelaethiops rukwaensis), заболоченные дельты ряда рек являются местом обитания oreochromis и тилапии, важных элементов коммерческого рыболовства на озере, скалистая восточная часть озера заселена меньше остальных, но здесь водится африканский вальковатый лабео (Labeo cylindricus). В реке Питии водятся типичные речные рыбы, такие как Amphilius jacksonii, Leptoglanis rotundiceps и Chiloglanis trilobatus (все из отряда сомообразных).
На берегах озера водятся водоплавающие птицы розовый пеликан (Pelecanus onocrotalus), каравайка (Plegadis falcinellus), шпорцевый гусь (Plectropterus gambensis), белокрылая болотная крачка (Chlidonias leucopterus) и африканский водорез (Rynchops flavirostris). В 1995 году были зафиксированы крупные колонии больших белых пеликанов и белокрылых болотных крачек. Основные исследования популяции птиц относятся к 1950-м годам, в то время на озере обитало более 350 видов птиц, из них восемь — особо охраняемых. Другими представителями фауны региона являются водяные мангусты (Atilax paludinosus), выдры (Lutra maculicollis и Aonyx capensis) и гиппопотамы (Hippopotamus amphibius).

## История открытия
Шотландский исследователь Джозеф Томсон, который исследовал территорию между озёрами Ньяса и Танганьика и видел очертания озера в 1880 году, считается его первооткрывателем. Вот как он описывает увиденное:

Мы имели удовольствие быть первыми, кто увидел любопытное озеро, называемое по-разному и Руква, и Ликва, и Хиква, и которое имело множество очертаний в воображении путешественников и географов, и которое сейчас получило свободу называться озером Леопольд. Мы наблюдали его с высоты 8000 футов над уровнем моря, его поверхность лежала более чем вполовину этой высоты ниже нас и горы были такими совершенными обрывами вокруг него, что казалось что в них можно бросить камень.
Оригинальный текст (англ.)We had the pleasure of being the first to see that curios lake, named variously Rukwa, Likwa, and Hikwa, which had assumed so manys in the fancy of different travelers and geographers, and which have now taken the liberty to call Lake Leopold. We saw it from an altitude of about 8000 feet above the sea, its surface lying more than half that height beneath us, and the mountains in such perfect precipices all round that it seemed as if we could throw a stone into it.